# كروستيتس
كروستيتس (بالبلغارية: Кръстец)‏ قرية تقع إدارياً ضمن تريافنا في بلغاريا. ويبلغ عدد سكانها 20 نسمة حسب تعداد 15 مارس 2015. تعتمد كروستيتس للبريد على الرمز البريدي 5364 وللاتصالات على رمز الاتصال الهاتفي المحلي 06778.